# László Benedek
László Benedek (Budapest, 5 marzo 1905 – New York, 11 marzo 1992) è stato un regista, sceneggiatore, produttore cinematografico e montatore ungherese, accreditato anche come direttore della fotografia nel film Passione principesca.

## Biografia
Nato a Budapest, lavorò come sceneggiatore, montatore ed assistente di regia in Ungheria e in Germania fino agli anni quaranta, quando emigrò negli Stati Uniti d'America. Louis B. Mayer lo aiutò a fuggire, in quanto Benedek era di famiglia ebraica, e lo fece stabilire a Hollywood, dove nel 1944 diresse il suo primo film.
Sono soprattutto due i film per i quali è ricordato: Morte di un commesso viaggiatore (1951), trasposizione dell'opera drammaturgica di Arthur Miller e interpretato da Fredric March, per il quale vinse il Golden Globe per la regia nel 1952, e il film che diede la fama a Marlon Brando, Il selvaggio (1953), che però causò anche molte polemiche negli States, tanto che Benedek tornò in Europa, non raggiungendo più i fasti hollywoodiani.
Poliglotta, visse in Inghilterra, diresse film in Germania come All'Est si muore (1955) e in Francia come Tra due donne (1960), e tornò infine a Hollywood dove diresse altri film; negli anni sessanta la sua attività di maggior rilievo fu la regia di alcuni episodi televisivi di molte serie: tra le principali, Perry Mason, Gli intoccabili, L'ora di Hitchcock. Morì nel Bronx nel 1992.

## Filmografia

### Regista
- Song of Russia (1944) (non accreditato)
- Il bacio del bandito (The Kissing Bandit) (1948)
- Il porto di New York (1949)
- Morte di un commesso viaggiatore (Death of a Salesman) (1951)
- Il selvaggio (The Wild One) (1953)
- I fucilieri del Bengala (Bengal Brigade) (1954)
- All'Est si muore (Kinder, Mütter und ein General) (1955)
- Avventura a Malaga (Moment of Danger) (1959)
- Tra due donne (Recours en grâce) (1960)
- Malaga (Malaga) (1960)
- Perry Mason (1957-1966) - Serie TV
- Il fuggiasco (The Fugitive) (1963-1967) - Serie TV
- The Outer Limits (1963-1965) - Serie TV
- Mannix (1967) - Serie TV
- Voyage to the Bottom of the Sea (1964-1968) - Serie TV
- Gli intoccabili (1959-1963) - Serie TV
- L'ora di Hitchcock (The Alfred Hitchcock Hour) (1962-1965) - Serie TV
- Twelve O'Clock High (1964-1967) - Serie TV
- Namu, the Killer Whale (1966)
- Igloo uno operazione Delgado (Daring Game) (1968)
- Assault on Agathon (1975)
- L'assassino arriva sempre alle 10 (The Night Visitor) (1971)

### Assistente regista
- Notti sul Bosforo (Der Mann, der den Mord beging), regia di Kurt Bernhardt (1931)
- L'Homme qui assassina, regia di Kurt Bernhardt (Curtis Bernhardt) e Jean Tarride (1931)

### Montatore
- Notti sul Bosforo (Der Mann, der den Mord beging), regia di Kurt Bernhardt (1931)
- L'Homme qui assassina, regia di Kurt Bernhardt (Curtis Bernhardt) e Jean Tarride (1931)